# Wahlen zum Senat der Vereinigten Staaten 1996
Am 5. November 1996 wurde in den Vereinigten Staaten ein Drittel der Mitglieder des  US-Senats gewählt. Die Wahlen waren Teil der allgemeinen Wahlen in jenem Jahr, bei denen auch alle Abgeordneten des Repräsentantenhauses gewählt wurden. Außerdem fand an diesem Tag die Präsidentschaftswahl statt, bei der Präsident Bill Clinton und Vizepräsident Al Gore wiedergewählt wurden.
Im Senat stellt jeder der 50 Bundesstaaten 2 Abgeordnete. Nach der Verfassung der Vereinigten Staaten werden US-Senatoren auf sechs Jahre gewählt. Allerdings werden nie alle Senatsmitglieder gleichzeitig gewählt. Die Wahlen folgen einem Schema, wonach alle zwei Jahre ein Drittel der Senatoren zeitgleich mit den Wahlen zum US-Repräsentantenhaus gewählt werden. Zu diesem Zweck ist der Senat in drei Klassen eingeteilt, die das Wahljahr der Senatoren bestimmen.  Im Jahr 1996 standen die Senatoren der Klasse II zur Wahl.
Vor der Wahl waren 53 Senatoren Republikaner und 47 Demokraten.  Die Wahl ergab eine leichte Verschiebung zu Gunsten der Republikaner, die den Demokraten netto zwei Mandate abnehmen konnten. Danach ergab sich eine Republikanische Mehrheit von 55 zu 45 Senatoren.
Zu Veränderungen nach der Wahl siehe auch Liste der Mitglieder des Senats im 105. Kongress der Vereinigten Staaten.

## Ergebnisse und Verlauf der Legislaturperiode

Mehrheitsverhältnisse bei der Eröffnung des 105. Kongresses
Demokratische Senatoren
Republikanische Senatoren

Nach der Wahl 1996 waren die Mandate wie folgt auf die Parteien verteilt:
|                              | Partei (Färbung gibt die Mehrheit an) | Partei (Färbung gibt die Mehrheit an) | Total |   |
| ---------------------------- | ------------------------------------- | ------------------------------------- | ----- | - |
|                              |                                       |                                       | Total |   |
| Republikaner                 | Demokraten                            | Vakant                                | Total |   |
| Ende des 104. Kongresses     | 53                                    | 47                                    | 100   | 0 |
|                              |                                       |                                       |       |   |
| 105. Kongress                | 55                                    | 45                                    | 100   | 0 |
| Endgültige Stimmenverteilung | 55 %                                  | 45 %                                  |       |   |
|                              |                                       |                                       |       |   |
| Beginn des 106. Kongresses   | 55                                    | 45                                    | 100   | 0 |

Die genauen Ergebnisse der Wahl vom 5. November 1996:
Demokraten:  23.490.651 Stimmen (47,9 %)  Verlust von zwei Mandaten (45)
Republikaner:  24.211.395 Stimmen (49,4 %)  Gewinn von zwei Mandaten (55)
Sonstige: 1.302.103 Stimmen (2,7 %).  Keine Mandate.

### Personelle Veränderungen
Bei den Wahlen ergaben sich folgende personelle Veränderungen:
Gewinne der Demokraten:  Der Republikaner Larry Pressler unterlag in South Dakota dem Demokraten Tim Johnson.
Demokratische gehaltene Sitze mit neuem Amtsinhaber:
In Georgia verzichtete der demokratische Amtsinhaber Sam Nunn auf eine erneute Kandidatur. An seiner Stelle wurde Max Cleland gewählt. In Illinois verzichtete Paul M. Simon auf eine Wiederwahl. Das Mandat fiel an Dick Durbin und in Louisiana löste Mary Landrieu Bennett Johnston ab, der ebenfalls nicht mehr kandidiert hatte.
Gewinne der Republikaner:
In Alabama verzichtete der Demokratische Senator Howell Heflin auf eine erneute Kandidatur. Bei der Wahl setzte sich der Republikaner Jeff Sessions durch. In Arkansas kam es zu der gleichen Konstellation nach dem der Demokrat David Pryor nicht mehr zur Wiederwahl antrat und der Republikaner Tim Hutchinson zu seinem Nachfolger gewählt wurde. Das gleiche Szenarium wiederholte sich in Nebraska, wo der nicht mehr kandidierende Demokrat J. James Exon in Chuck Hagel einen Republikanischen Nachfolger fand.